# Comuna de Ełk
Ełk (polaco: Gmina Ełk) é uma gminy (comuna) na Polónia, na voivodia de Vármia-Masúria e no condado de Ełcki. A sede do condado é a cidade de Ełk.
De acordo com os censos de 2004, a comuna tem 10 064 habitantes, com uma densidade 26,6 hab/km².

## Área
Estende-se por uma área de 378,61 km², incluindo:
- área agricola: 54%
- área florestal: 25%

## Demografia
Dados de 30 de Junho 2004:
|                      | Total   | Total | Mulheres | Mulheres | Homens  | Homens |
| -------------------- | ------- | ----- | -------- | -------- | ------- | ------ |
|                      | pessoas | %     | pessoas  | %        | pessoas | %      |
| População            | 10 064  | 100   | 4936     | 49       | 5128    | 51     |
| Densidade (pop./km²) | 26,6    | 100   | 13       | 13       | 13,5    | 13,5   |

De acordo com dados de 2002, o rendimento médio per capita ascendia a 1437,74 zł.

## Subdivisões
- Bajtkowo, Barany, Bartosze-Judziki-Buniaki, Bienie, Bobry-Zdunki, Borki-Borecki Dwór, Buczki-Szeligi, Chełchy-Czaple, Chruściele-Ełk POHZ, Chrzanowo, Ciernie-Niekrasy, Guzki, Kałęczyny-Giże-Brodowo, Karbowskie, Konieczki, Krokocie, Lepaki Wielkie, Maleczewo, Malinówka Wielka, Małkinie, Mącze, Mąki, Miluki, Mołdzie, Mostołty-Tracze, Mrozy Wielkie, Nowa Wieś Ełcka, Oracze-Wityny, Piaski, Pistki, Płociczno, Przykopka, Przytuły-Rydzewo, Regiel, Rękusy, Rostki Bajtkowskie, Rożyńsk, Ruska Wieś, Sajzy, Sędki-Lega, Siedliska, Sordachy-Koziki-Regielnica, Straduny-Chojniak-Janisze-Skup, Suczki, Szarejki-Szarek, Śniepie, Talusy, Woszczele.

## Comunas vizinhas
- Biała Piska, Kalinowo, Olecko, Orzysz, Prostki, Stare Juchy, Świętajno